# 1963 au cinéma
| Années du cinéma : 1960 - 1961 - 1962 - 1963 - 1964 - 1965 - 1966    |
| Décennies du cinéma : 1930 - 1940 - 1950 - 1960 - 1970 - 1980 - 1990 |

Cet article présente les faits marquants de l'année 1963 au cinéma.

## Événements
- En janvier, les producteurs cinématographiques français décident un arrêt de la production et interpellent les pouvoirs publics. Le milieu est en crise déclarée. La fréquentation des salles en France est en baisse constante ; le cinéma a perdu 100 millions de spectateurs en cinq ans. Le public change ses habitudes, la télévision se généralise — de 683 000 téléviseurs vendus en 1957, on passe à 3 212 000 en 1962. Les aides publiques diminuent aussi progressivement, amenées à disparaître en 1967 conformément au traité de Rome instaurant le marché commun européen en 1957.
- 2 septembre : à la Mostra de Venise, Louis Malle doit répondre de son adaptation du Feu follet de Pierre Drieu la Rochelle, collaborateur sous l'occupation et antisémite notoire. Le journal religieux italien, l’Osservatore Romano, déplore que le ministre des Affaires culturelles, André Malraux, ait choisi ce film pour représenter la France dans la sélection. Le réalisateur déclare que l'Église « aurait mieux fait de s'occuper de l'antisémitisme quand il tuait des millions de gens ».
- 25 septembre : Brigitte Bardot déclenche une émeute à Londres à l'occasion du tournage en extérieur de scènes d'Une ravissante idiote d'Édouard Molinaro. Le film sera finalement tourné en studio.
- 10 octobre : Sortie au Royaume-Uni du second film de James Bond, Bons baisers de Russie, avec Sean Connery.
- 6 novembre : Jean-Luc Godard tourne la célèbre scène d'ouverture du Mépris dans laquelle Brigitte Bardot apparaît nue. Cette scène, non prévue initialement, est ajoutée au film sous la contrainte des distributeurs américains.
- Le 2 décembre, Gaumont-Actualités adresse aux salles de cinéma un télégramme sollicitant la coupe de manifestations étudiantes dans le quartier latin.

- Aouré, film du nigérien Mustapha Alassane.
- Borom Sarret, film de Ousmane Sembène.

## Principales sorties en salles en France
- 27 janvier : James Bond 007 contre Dr No (Dr No) de Terence Young
- 13 février : Le Doulos de Jean-Pierre Melville
- 1er mars : 
  - Lawrence d'Arabie (Lawrence of Arabia) de David Lean
  - L'Abominable Homme des douanes de Marc Allégret
- 23 août : La Grande Évasion (The Great Escape) de John Sturges
- 3 avril : Mélodie en sous-sol de Henri Verneuil
- 17 avril : À cause, à cause d'une femme de Michel Deville
- 19 avril : Les Abysses de Nikos Papatakis
- 17 mai : Qu'est-il arrivé à Baby Jane ? (What Ever Happened to Baby Jane ?) de Robert Aldrich
- 29 mai : Huit et demi (Otto e mezzo) de Federico Fellini
- 28 août : Un drôle de paroissien, de Jean-Pierre Mocky
- 4 septembre : L'Honorable Stanislas, agent secret de Jean-Charles Dudrumet
- 6 septembre : Les Oiseaux (The Birds) d'Alfred Hitchcock
- 12 septembre : Irma la Douce (Irma la Douce) de Billy Wilder
- 25 septembre : Adieu Philippine de Jacques Rozier
- 3 octobre : Muriel, ou le temps d'un retour d'Alain Resnais
- 4 octobre : La Taverne de l'Irlandais (Donovan's Reef) de John Ford
- 15 octobre : Le Feu follet de Louis Malle
- 25 octobre : Cléopâtre (Cleopatra), péplum américain de Joseph L. Mankiewicz
- 27 novembre : Les Tontons flingueurs de Georges Lautner
- 3 décembre : Bébert et l'Omnibus d'Yves Robert
- 20 décembre : Le Mépris de Jean-Luc Godard

Voir aussi : Catégorie:Film sorti en 1963

## Festivals

### Cannes
- Palme d'or : Le Guépard de Luchino Visconti
- Prix de la Critique Internationale (FIPRESCI) : Le Prix d'un homme (This Sporting Life) de Lindsay Anderson et Le Joli mai de Chris Marker
- Prix spécial du jury :  Hara-Kiri (Seppuku) de Masaki Kobayashi et Un jour un chat (Az pridje kocour) de Vojtech Jasny
- Prix d'interprétation féminine  : Marina Vlady pour Le Lit conjugal (L'Ape regina) de Marco Ferreri
- Prix d'interprétation masculine : Richard Harris pour Le Prix d'un homme (This Sporting Life)
- Palme d'or du court métrage : À fleur de peau de Alex Seiler et Le Haricot d'Edmond Séchan

### Autres festivals
- 7 septembre : Mostra de Venise : Le Lion d'or est attribué à Main basse sur la ville (La Mani sulla citta) de Francesco Rosi ; La coupe Volpi d'interprétation est décernée à Delphine Seyrig pour Muriel, ou le temps d'un retour d'Alain Resnais et à Albert Finney pour Tom Jones de Tony Richardson ; Le Feu follet de Louis Malle et Entrée dans la vie d'Igor Talankine obtiennent ex æquo le prix spécial du jury.
- Festival de Berlin : L'Ours d'or récompense ex æquo  L'Amour à la suédoise (Il Diavolo) de Gian Luigi Polidoro et Histoire cruelle de Bushido (Bushido zankoku monogatari) de Tadashi Imai.

## Récompenses

### Oscars
- L'oscar du meilleur film est attribué à Tom Jones de Tony Richardson qui obtient aussi celui de meilleur réalisateur.
- Meilleure actrice : Patricia Neal pour Le Plus Sauvage d'entre tous (Hud) de Martin Ritt
- Meilleur acteur : Sidney Poitier pour Le Lys des champs (Lilies of the Field) de Ralph Nelson
- Meilleur film étranger : Huit et demi de Federico Fellini

### Autres récompenses
- Prix Louis-Delluc : Les Parapluies de Cherbourg de Jacques Demy
- Prix Jean-Vigo : Mourir à Madrid de Frédéric Rossif et La Jetée de Chris Marker
- Grand prix du cinéma français Louis Lumière : Un roi sans divertissement de François Leterrier.

## Box-office
- France :

1. La Grande Évasion (The Great Escape) de John Sturges
2. La Cuisine au beurre de Gilles Grangier
3. Lawrence d'Arabie (Lawrence of Arabia) de David Lean
4. James Bond 007 contre Dr. No (Dr No) de Terence Young
5. Les 55 Jours de Pékin (Fifty Five Days at Peking) de Nicholas Ray

- États-Unis :

1. Cléopâtre (Cleopatra) de Joseph L. Mankiewicz
2. La Conquête de l'Ouest (How the West Was Won) de Henry Hathaway
3. Un monde fou, fou, fou, fou (It's a Mad, Mad, Mad, Mad World) de Stanley Kramer
4. Tom Jones de Tony Richardson
5. Irma la Douce (Irma La Douce) de Billy Wilder

## Principales naissances
- 3 janvier : Chantal Lamarre
- 14 janvier : Steven Soderbergh
- 12 février : Larry Gamell Jr.
- 26 février : Darryl McCane
- 14 mars : Frank Gerrish
- 20 mars : 
  - Anouk Grimberg
  - David Thewlis
- 27 mars : Quentin Tarantino
- 29 mars : Elle Macpherson
- 6 avril : Pauline Lafont († 11 août 1988).
- 11 avril : Janelle Paradee
- 22 avril : Denis Podalydès
- 26 avril : Jet Li
- 3 mai : Jean-François Wolff († 21 août 2022)
- 8 mai : Michel Gondry
- 12 mai : Gavin Hood
- 17 mai : Dawn Dunlap
- 25 mai : George Hickenlooper († 29 octobre 2010).
- 6 juin : Jason Isaacs
- 9 juin : Johnny Depp
- 15 juin : Helen Hunt
- 17 juin : Greg Kinnear
- 22 juillet : Olivier Gourmet
- 1er août : Demián Bichir
- 13 août : Sridevi († 24 février 2018).
- 14 août : Emmanuelle Béart
- 23 août : Park Chan-wook
- 24 août : Kirk Wise
- 30 août : Michael Chiklis
- 11 septembre : Joey Dedio
- 25 septembre : Keely Shaye Smith
- 6 octobre : Elisabeth Shue
- 8 octobre : David Yates
- 27 octobre : Marcélia Cartaxo
- 4 décembre : 
  - Karim Belkhadra
  - Françoise Cadol
- 18 décembre : 
  - Djemel Barek († 30 juillet 2020).
  - Brad Pitt
- 27 décembre : Gaspar Noé

## Principaux décès
- 18 février : Monte Blue, acteur américain
- 28 mars : Antoine Balpêtré, acteur français
- 4 avril : Jason Robards Sr., acteur américain
- 23 avril : Paul Fejos, cinéaste hongrois
- 18 juin : Pedro Armendariz, acteur mexicain
- 17 août : Richard Barthelmess, acteur américain
- 10 octobre : Édith Piaf, chanteuse et actrice française.
- 11 octobre : Jean Cocteau, écrivain, cinéaste et dessinateur français
- 8 novembre : Frank Roland Conklin, scénariste américain
- 21 novembre : Pierre Blanchar, acteur et réalisateur français
- 12 décembre : Yasujiro Ozu, réalisateur japonais